# 2012 في مالي
فيما يلي قوائم الأحداث التي وقعت خلال عام 2012 في مالي.

## سياسة

### تعيين في المنصب
- 22 مارس – أمادو سانوغو رئيس مالي  [لغات أخرى]‏.

### انتهاء فترة المنصب
- 22 مارس – أمادو توماني توري رئيس مالي  [لغات أخرى]‏.
- 12 أبريل – أمادو سانوغو رئيس مالي  [لغات أخرى]‏.

## ظهور
- 1 يناير – سونغوي بلوز

## وفيات

### مايو
- 11 مايو – سونغالو باغايوغو (مواليد 1941) ملاكم مالي.